# Dunnottar Castle
Zamek Dunnottar – zamek w północno-wschodniej Szkocji, nad Morzem Północnym w pobliżu Stonehaven. Położony jest na cyplu, na szczycie klifów. Do naszych czasów dotrwały tylko ruiny. Najstarsze przetrwałe budynki pochodzą z XV i XVI wieku.
Pierwsze fortyfikacje zbudowali w tym miejscu Piktowie, później zamek stał się ważną twierdzą, o znaczeniu strategicznym. O jego roli może świadczyć fakt, że przechowywano w nim Regalia Szkocji.